# Francisco Álvarez González
Francisco Álvarez González (Madrid, 28 de agosto de 1912 - Heredia, Costa Rica, 25 de enero de 2013) fue un filósofo español.

## Biografía
En 1934 se graduó de abogado y en 1936 de licenciado en filosofía en la Universidad de Madrid. Fue discípulo de José Ortega y Gasset, Manuel García Morente y José Gaos, entre otros y condiscípulo de Julián Marías, Antonio Rodríguez Huéscar y Manuel Granell.
Fue profesor de Literatura y Griego en el Liceo Francés de Madrid y de Filosofía y Economía Política en otros centros educativos. En 1951 viajó a Cuenca (Ecuador), Ecuador, donde fundó la Facultad de Filosofía y Letras de la Universidad de Cuenca, siendo su primer decano. Inicia una larga producción de libros y artículos filosóficos, lo cual continuará durante toda su vida. 
En 1965 viajó a Concepción, Chile, donde fue profesor y director del Instituto de Filosofía de la Universidad de Concepción hasta el año 1971. Durante esos años tuvo breves pasajes por la Universidad de Costa Rica y otra vez en la Universidad de Cuenca en Ecuador. En 1973 se radicó en Heredia, Costa Rica y fue profesor de filosofía en la Facultad de Estudios Generales de la Universidad Nacional de Costa Rica. También en Costa Rica fue profesor de la Universidad Autónoma de Centro América.
Entre los cargos y dignidades que tuvo, se puede citar:
– Ejerció el Decanato de la Facultad de Filosofía y Letras de la Universidad de Cuenca desde su fundación hasta finales de 1956. Posteriormente fue Subdecano durante varios años más. En los años que ejerció el Decanto fue simultáneamente Rector del Colegio Fray Vicente Solano, anexo a la Facultad de Filosofía, que servía de colegio experimental para las prácticas pedagógicas de los alumnos de la Facultad que aspiraban a ser Profesores de Enseñanza Media.
– En junio de 1952 fue nombrado Miembro Correspondiente de la Casa de la Cultura Ecuatoriana.
– Socio Activo del Centro de Estudios Históricos y Geográficos, Cuenca, Ecuador, desde 1955.
– En Chile fue director del Instituto de Filosofía de la Universidad de Concepción desde abril de 1968 hasta septiembre de 1969.
– En Costa Rica ejerció el cargo de Director de Investigación en el Centro de Estudios Generales de la Universidad Nacional durante tres años. Desempeñó, asimismo, el cargo de Director de Extensión, desde julio de 1984. Fue también, durante varios años, Coordinador de los Programas de Estudios Generales. Durante varios años ha sido Presidente de la Comisión Doctoral de la Universidad Nacional. Asimismo, fue representante de la Universidad Nacional ante la Comisión de Estudio para los Cursos de Postgrado, nombrado por el Consejo Nacional de Rectores.
– Director de la carrera de filosofía en el Colegio Studium Generale Costarricense de la Universidad Autónoma de Centroamérica. Década 1990.
– 1977 Primer premio por sus Dos Ensayos sobre Spinoza con motivo del concurso promovido por la Universidad de Costa Rica, el Centro Cultural Costarricense – Israelí y la Asociación Costarricense de Filosofía, con ocasión del tricentenario de dicho filósofo.
– 1979 La universidad Nacional le otorgó el rango de catedrático.
– 1985 Propuesto al Premio Príncipe de Asturias por la Universidad Nacional y otras instituciones de Costa Rica y Ecuador.
– 1988 Miembro de Número de la Corporación de Maestros del Colegio Studium Generale Costarricense de la Universidad Autónoma de Centroamérica.
– 1988 Mención Honorífica al Dr. Francisco Álvarez González. Universidad Nacional. Costa Rica.
– 1990 Dean en el Colegio Andrés Bello de la Universidad Autónoma de Centroamérica.
– 1992 El Señor Presidente del Ecuador Rodrigo Borja Cevallos le confirió la Condecoración de la Orden Nacional “Al Mérito”, en el Grado de Comendador.
– 1994 Profesor Emérito. Universidad Nacional. Costa Rica.
– 1994 El Rey de España Juan Carlos I le nombra comendador de la Orden de Isabel la Católica. España.
- 1998 Premio Académico Luis Demetrio Tinoco-1977 otorgado por la Universidad Autónoma de Centroamérica por su libro Pesadumbre de un Crítico.
- 1998. Denominación del VII Encuentro Ecuatoriano de Filosofía, con el nombre “Francisco Álvarez González. Cuenca, Ecuador. 
– 2005 El vicepresidente de Ecuador, Dr. Alejandro Serrano, le confiere la condecoración «Benjamín Carrión». Ecuador.

Su obra consta de un sinnúmero de libros y artículos, entre ellos:

## Obras
– Historia de la Filosofía, con una selección de textos originales de los principales filósofos, Tomo I, Publicaciones de la Universidad de Cuenca, 1953-1954. -526 páginas.
– Historia de la Filosofía, con una selección de textos originales de los principales filósofos, Tomo II, Publicaciones de la Universidad de Cuenca, 1953-1954. 728 páginas.
– Arnold J. Toynbee y su filosofía de la historia Casa de la Cultura Ecuatoriana. Núcleo del Azuay.- Cuenca, 1956. -221 páginas.
– Introducción a la filosofía, Publicaciones de la Universidad de Cuenca, 1963. -212 páginas.
– Fichte y las raíces de la filosofía contemporánea, Publicaciones de la Universidad de Costa Rica.- Serie Filosofía, No. 33. San José-Costa Rica, 1972. -85 páginas.
– Artículos de prensa, Ediciones del Departamento de Extensión Cultural del Municipio de Cuenca-Ecuador.- Editor: Gregorio Rafael Galiana y López.- Cuenca, 1973. -160 páginas.
– La herencia filosófica, Editorial Universidad Estatal a Distancia (EUNED), San José - Costa Rica, 1980. -222 páginas.
– El pensamiento moderno y la idea del hombre, Editorial Universidad Estatal a Distancia (EUNED), San José - Costa Rica, 1980. -226 páginas.
– El pensamiento de Ortega y Gasset, Editorial Costa Rica.- San José-Costa Rica, 1981. -210 páginas.
– A los doscientos años de la Crítica de la Razón Pura, Editorial de la Universidad Nacional (EUNA).-Heredia-Costa Rica, 1981. -28 páginas.
– Una historia del pensamiento antiguo, Editorial de la Universidad Nacional (EUNA).-Heredia-Costa Rica, 1983. -439 páginas.
– Fenomenología y existencialismo, Editorial de la Universidad Nacional (EUNA). Heredia-Costa Rica, 1985. -52 páginas.
– El reto de la mediocridad, Universidad Autónoma de Centro América, Colección X Aniversario, San José-Costa Rica, 1986. -423 páginas.
– Ortega y Gasset: De la política (Introducción y selección), Asociación Libro Libre, San José.-Costa Rica, 1987. -351 páginas.
– Cinco lecciones sobre el humanismo, Editorial Universidad Estatal a Distancia (EUNED), San José-Costa Rica, 1988. -139 páginas.
– El pensamiento de Fichte, Editorial de la Universidad Nacional (EUNED).- Colección Guayabo No. 2, Heredia, Costa Rica, 1989. -101 páginas.
– Camino de sensatez, Asociación Libro Libre. Serie: Democracia Hoy, San José, Costa Rica, 1990. -175 páginas.
– Reflexiones sobre la vida humana, Universidad Autónoma de Centro América, 1992. -798 páginas.
– Los Intelectuales y sus mitos, Universidad Autónoma de Centro América, 1992. -224 páginas.
– Supuestos metafísicos en las ciencias, Universidad Autónoma de Centro América, 1996. -314 páginas.
– Pesadumbres de un crítico, Universidad Autónoma de Centro América, 1997. -248 páginas.
– Las exclusivas del hombre (Un ensayo de antropología filosófica), Universidad de Cuenca, Cuenca-Ecuador, 2003. -194 páginas.
– Crisis y oposiciones, Universidad de Cuenca, Cuenca-Ecuador, 2005. -161 páginas.
– Breve historia de una amistad (Novela), Ediciones Álvarez Eljuri, Cuenca-Ecuador, 2005. -382 páginas.
– La morada, Universidad de Cuenca, Cuenca-Ecuador, 2009. -137 páginas.
Libros en colaboración
–“La filosofía de Nikolai Hartmann”. Dos Volúmenes. José Vega Delgado, Francisco Álvarez González. Departamento de Cultura de la Universidad de Cuenca Ecuador. Cuenca-Ecuador, 2004. -419 páginas.
Libros con otros autores
– “La Filosofía del Renacimiento I y II” Leonardo de Vinci. Casa de la Cultura Ecuatoriana. Núcleo del Azuay, Cuenca – Ecuador 1952. Págs. 85-179.
– “La obra de Freud y el espíritu contemporáneo”, En: “Homenaje a Freud”, Casa de la Cultura Ecuatoriana.- Núcleo del Azuay-Cuenca, 1956. Págs. 125-152.
– “En torno al Liberalismo”. Liberalismo Asociación Nacional de Fomento Económico, (ANFE). San José – Costa Rica. 1984. Págs. 106-117.
– “Manías de nuestra educación”. El Modelo Educativo Costarricense. ANFE. San José. 1985. Págs. 37-59.
– “Mi pensamiento”. La Voluntad de Pensar: La palabra de doce filósofos costarricenses. Editorial Fundación Universidad Nacional. Heredia – Costa Rica. 1993. Págs. 25-54.
– “De Judíos, Moros y Cristianos” Tribuna Nacional, 25 años de la Página 15. La Nación. 1993. Pág. 23.
– “La Jurisdicción Constitucional como Instrumento de Justicia”. Sala Constitucional. UACA. San José. 1999. Págs. 103-125.
– “El humanismo de don Alberto”. Ensayos en honor a Alberto Di Mare, Rodolfo Quirós Editor. Studium Generale Costarricense. San José-Costa Rica. 2002. Págs. 15-35.